# George de la jungle (série télévisée d'animation, 2007)
Pour les articles homonymes, voir George de la jungle.
George de la jungle (George of the Jungle) est une série télévisée canadienne en 26 épisodes de 22 minutes, créée par J. Falconer, Paul Hunt, Miguel Puga, MJ Sandhe et Casey Burke Leonard, diffusée du 29 juin 2007 au 18 février 2017 sur Télétoon. Il s'agit du reboot dans la série d'animation de 1967 du même nom.
En France, la saison 1 était diffusée du 9 octobre 2007 au 4 janvier 2009 dans l'émission Midi les Zouzous puis Ludo sur France 5. La saison 2 a été diffusée sur Boomerang à partir de septembre 2015. Depuis décembre 2022, la série d'animation est rediffusée sur la chaîne DreamWorks. Anciennement, elle était aussi diffusée sur Canal+ dans l'émission Ça cartoon puis Cartoon+, sur France 3 dans Toowam à partir du 23 juin 2008 mais aussi à partir du 18 décembre 2010 sur France 4 dans Ludo.

## Synopsis
Le corps d'un champion, le cœur d'un lion et le cerveau d'un chimpanzé : c'est George, roi de la jungle de Mbebwe, une contrée lointaine.

## Distribution

### Voix originales
- Lee Tockar (saison 1) / Cory Doran (saison 2) : George
- Paul Dobson (saison 1) / Rob Tinkler (saison 2) : Max
- Britt Irvin (saison 1) / Bridget Wareham (saison 2) : Ursula
- Tabitha St. Germain (saison 1) / Linda Ballantyne (saison 2) : Marguerite
- Mark Oliver : Dr. Towel Scott
- Doron Bell : Big Mitch
- Brian Drummond : Docteur Vaudou
- Peter Kelamis : Cousin Larry
- Michael Daingerfield (saison 1) / Jeff Lumby (saison 2) : Narrateur

### Voix françaises
- Philippe Roullier (Saison 1) / Philippe Martin (Saison 2) : George
- Mathieu Rivolier (Saison 1) / François Sasseville (Saison 2) : Max, le gorille (Singe Saison 2)
- Françoise Escobar (Saison 1) / Annie Girard (Saison 2) : Ursula (Magnolia Saison 2)
- Laura Perelins (Saison 1) / Véronique Marchand (Saison 2)  : Marguerite (Ursula Saison 2)
- Yann Pichon : Dr. Towel Scott / Cornard le super-héros
- Bruno Marcil :  Narrateur (Saison 2)
- Olivia Dutron, Sophie Arthuys : Voix additionnelles

## Épisodes

### Première saison (2007-2008)
| N° | Titre de l'épisode                    | Titre de l'épisode                    | Titre de l'épisode                   | Titre de l'épisode                   |
| N° | A                                     | B                                     | A                                    | B                                    |
| -- | ------------------------------------- | ------------------------------------- | ------------------------------------ | ------------------------------------ |
| 1  | La reine des coccinelles              | Adam de la jungle                     | Bettle Invasion                      | The Naked Ape Man                    |
| 2  | Honni soit qui mal y sent             | Le temple abandonné                   | Aromageddon                          | Found Temple of Gold                 |
| 3  | La tête dans l'entonnoir              | Le cousin Larry                       | Cone Head                            | Cousin Larry of the Jungle           |
| 4  | Cours de conduite                     | George, ce héros                      | License to Swing                     | My Own Private Hero                  |
| 5  | Stupeurs et ronflements               | Les vacances de M. George             | The Snoring                          | George's Day Off                     |
| 6  | Le slip porte-bonheur                 | Le combat des mâles                   | Lucky Pants                          | Ape Ruth                             |
| 7  | Ne me remerciez pas                   | Paresseux, mon ami                    | Don't Thank Me                       | For the Love of Sloth                |
| 8  | Les toilettes des singes              | La beauté contre les bêtes            | Bathroom of the Apes                 | Beauty vs. Beasts                    |
| 9  | Les étoiles filantes                  | Le fourmilier orphelin                | Star Power                           | L'il Orphan Anteater                 |
| 10 | La grande bataille                    | Le stage commando                     | Brother George                       | Ape Mitzvah                          |
| 11 | Zombigeorge                           | Peur de rien                          | Frankengeorge                        | Afraid of Nothing                    |
| 12 | Le légume impérator                   | La tique de l'aigle                   | The Vegemaster                       | Eagle Tick                           |
| 13 | George saute son petit déjeuner       | Biceps mania                          | George Skips Breakfast               | Muscle Mania                         |
| 14 | Rebelles aux pattes de velours        | Un poney à rayures                    | Rebel Without a Claw                 | Stripy Pony                          |
| 15 | La saison des pluies                  | L'amour est dans le pré               | Rainy Season                         | Love in the Air                      |
| 16 | Il y a coquillage sous roche          | Le spectacle du volcan                | Selfish Shellfish                    | Volcano Pageant                      |
| 17 | Le problème avec les bananarines      | Le roi pourri-gâté                    | Trouble With Bananaquants            | Spoiled King                         |
| 18 | Sport extrêmement débile              | Toujours dans le coup                 | Extreme Lamebrains                   | Still Got It                         |
| 19 | George pond un œuf                    | Max au Max de sa colère               | George Lays an Egg                   | Ape Goes Ape                         |
| 20 | George sauve son héros                | Mont Saint George                     | Mantler, the Man With Antlers        | Mount Georgemore                     |
| 21 | Le cadeau d'anniversaire de George    | Le bâton magique                      | George's Birthday Present            | Witching Stick                       |
| 22 | Un homme et son éléphant              | Le doudou de George                   | A Boy and His Elephant               | George's Security Stone              |
| 23 | Vive le vent de la jungle             | La bouche de Noël                     | Jungle Bells                         | The Goat of Christmas Presents       |
| 24 | Banane de compagnie                   | À l'état de nature                    | Second Banana                        | One With Nature                      |
| 25 | L'île du docteur Maboule : chapitre 1 | L'île du docteur Maboule : chapitre 2 | Escape from Madmun Island: Chapter 1 | Escape from Madmun Island: Chapter 2 |
| 26 | L'île du docteur Maboule : chapitre 3 | L'île du docteur Maboule : chapitre 4 | Escape from Madmun Island: Chapter 3 | Escape from Madmun Island: Chapter 4 |

### Deuxième saison (2016-2017)
Le 11 avril 2013, Télétoon a commandé une nouvelle saison prévue pour 2014.
La saison 2 est diffusée depuis le 10 septembre 2016.
En France, la saison 2 est diffusée sur Boomerang depuis septembre 2015. La saison 2 a été doublé au Québec avec quelques changements de nom. Le personnage Marguerite prend le nom d'Ursula, le personnage Ursula prend le nom de Magnolia et le personnage de Max change de nom et prend le nom de Singe. De plus, Ursula (l'ex-Marguerite) est devenue une sorte de gros monstre très musclée.

## Commentaires
Il s'agit du remake de la série du même nom de 1967 qui utilise une animation Adobe Flash.